# Municipio de Harlem (condado de Winnebago)
El municipio de Harlem (en inglés: Harlem Township) es un municipio ubicado en el condado de Winnebago en el estado estadounidense de Illinois. En el año 2010 tenía una población de 40158 habitantes y una densidad poblacional de 464,45 personas por km².

## Geografía
El municipio de Harlem se encuentra ubicado en las coordenadas 42°21′48″N 88°58′58″O / 42.36333, -88.98278. Según la Oficina del Censo de los Estados Unidos, el municipio tiene una superficie total de 86.46 km², de la cual 84.93 km² corresponden a tierra firme y (1.77%) 1.53 km² es agua.

## Demografía
Según el censo de 2010, había 40158 personas residiendo en el municipio de Harlem. La densidad de población era de 464,45 hab./km². De los 40158 habitantes, el municipio de Harlem estaba compuesto por el 91.03% blancos, el 2.94% eran afroamericanos, el 0.22% eran amerindios, el 1.9% eran asiáticos, el 0.02% eran isleños del Pacífico, el 1.78% eran de otras razas y el 2.11% pertenecían a dos o más razas. Del total de la población el 5.42% eran hispanos o latinos de cualquier raza.